# 三鬼大権現
三鬼大権現（さんきだいごんげん）は、真言宗系の天狗信仰や山岳仏教の信仰対象となる鬼神である。別名は厳島三鬼坊。

## 概要
主に広島県廿日市市宮島の弥山の三鬼堂と、同島の大聖院内魔尼殿（まにでん）などに祀られる。三鬼大権現は大小の天狗を眷属に従え、強大な神通力で衆生を救うとされ、地元では三鬼さんとして親しまれている。初代総理大臣の伊藤博文も深く信仰したといわれる。
- 追帳鬼神（ついちょうきしん）：「福徳」の徳を司る鬼神で、大日如来を本地仏とする。
- 時眉鬼神（じびきしん）：「知恵」の徳を司る鬼神で、虚空蔵菩薩を本地仏とする（弥山本堂にはその虚空蔵菩薩が本尊として祀られている）。
- 魔羅鬼神（まらきしん）：「降伏」の徳を司る鬼神で、不動明王を本地仏とする。

神仏分離令により、元々祀られていた御山神社（みやまじんじゃ）から現在の三鬼堂へ遷された経緯がある。

### 由来
弘法大師空海が大同元年(806年)に弥山を開基した時、三鬼大権現を勧請して祀ったのが、始まりとされる。

### 真言
「オン・アラタンノウ・ウン・ソワカ」。また、三鬼大権現の功徳和讃も存在する。